# 931-es busz (Győr)
A győri 931-es jelzésű autóbusz a Dunakapu tér és Győrszentiván, Kálmán Imre út megállóhelyek között közlekedik. A vonalat a Volánbusz üzemelteti.

## Közlekedése
Csak bizonyos rendezvények alkalmával közlekedik.

## Útvonala
| Győrszentiván, Kálmán Imre út felé | Dunakapu tér felé |
| --- | --- |
| Dunakapu tér – Móricz Zsigmond alsórakpart – Móricz Zsigmond rakpart – Tartsay Vilmos utca – Schwarzenberg utca – Nagymegyeri út – Fehérvári út – Vágóhíd utca – Puskás Tivadar utca – Ipar utca – Pesti út – Mártírok útja – Audi Hungária út – Kardán utca – Martin utca – Reptéri út – Hűtőház utca – Váci Mihály utca – Déryné út – Törökverő út – Homoksori út – Győrszentiván, Homoksor, Napos út – Homoksori út – Törökverő út – Déryné út – Kör tér – Sugár út – Vajda János utca – Felüljáró út – Győrszentiván, Kálmán Imre út | Győrszentiván, Kálmán Imre út – Felüljáró út – Vajda János utca – Sugár út – Kör tér – Déryné út – Törökverő út – Homoksori út – Győrszentiván, Homoksor, Napos út – Homoksori út – Törökverő út – Déryné út – Váci Mihály utca – Hűtőház utca – Reptéri út – Martin utca – Kardán utca – Audi Hungária út – Szentvid utca – Pesti út – Mártírok útja – Szentvid utca – Pesti út – Ipar utca – Puskás Tivadar utca – Vágóhíd utca – Fehérvári út – Nagymegyeri út – Schwarzenberg utca – Tartsay Vilmos utca – Móricz Zsigmond rakpart – Móricz Zsigmond alsórakpart – Dunakapu tér |

## Megállóhelyei
| 0  | Dunakapu tér                                                  | 45 |
| 1  | Dunapart Rezidencia                                           | 44 |
| 2  | Vas Gereben utca                                              | 43 |
| 4  | Fehérvári út, Árkád üzletház (↓) 14-es út, Árkád üzletház (↑) | 42 |
| 5  | Fehérvári út, Vágóhíd utca                                    | 40 |
| 6  | Vágóhíd utca                                                  | 39 |
| 7  | Puskás Tivadar utca, Tompa utca                               | 38 |
| 8  | Ipar utca, Kiskúti út                                         | 37 |
| 9  | Ipar utca, Nagysándor József utca                             | 36 |
| 10 | Ipar utca, ETO Park                                           | 35 |
| 11 | Likócsi híd                                                   | 34 |
| 12 | Szentvid utca (AUDI bejárati út)                              | ∫  |
| 13 | Kövecses utca                                                 | 30 |
| ∫  | Szentvid utca (AUDI bejárati út)                              | 29 |
| 17 | Íves utca                                                     | 27 |
| 18 | AUDI gyár, főbejárat                                          | 26 |
| 19 | Kardán utca, AUDI gyár, 3-as porta                            | 25 |
| 20 | Rába gyár, személyporta                                       | 24 |
| 21 | AUDI gyár, 4-es porta                                         | 23 |
| 22 | Oxigéngyári utca                                              | 22 |
| 23 | Hecsepuszta                                                   | 21 |
| 24 | Chio sütőüzem                                                 | 20 |
| 26 | Dózsa major                                                   | 18 |
| 27 | Hérics utca                                                   | 17 |
| 28 | Váci Mihály utca 92.                                          | 16 |
| 29 | Váci Mihály iskola                                            | 15 |
| 30 | Déryné út, mozi                                               | 14 |
| 31 | Törökverő út                                                  | 13 |
| 32 | Jogar utca                                                    | 12 |
| 34 | Győrszentiván, Homoksor, Napos út                             | 11 |
| 35 | Jogar utca                                                    | 9  |
| 36 | Törökverő út                                                  | 8  |
| 37 | Déryné út, mozi                                               | 7  |
| 38 | Győrszentiván, részönkormányzat                               | 6  |
| 39 | Kör tér                                                       | 5  |
| 40 | Sugár út, óvoda                                               | 4  |
| 41 | Sugár út, Vajda utca                                          | 3  |
| 43 | Vajda utca, Móricz Zsigmond iskola                            | 2  |
| 45 | Győrszentiván, Kálmán Imre út                                 | 0  |